# Lestidiops similis
Lestidiops similis är en fiskart som först beskrevs av Ege, 1933.  Lestidiops similis ingår i släktet Lestidiops och familjen laxtobisfiskar. Inga underarter finns listade i Catalogue of Life.